# Ludwig Berwald
Ludwig Berwald (Praga, 8 de dezembro de 1883 – Łódź, 20 de abril de 1942) foi um matemático alemão, conhecido por suas contribuições à geometria diferencial, em especial a geometria de Finsler. Lecionou em Munique e Praga durante 32 anos, publicando 54 artigos, sendo deportado pela SS para o Gueto de Łódź, onde morreu com sua mulher Hedwig.
Matriculou-se na Universidade de Munique em 1902, onde estudou matemática com Aurel Voss, sendo aluno também de Hugo Dingler e Fritz Noether, obtendo um doutorado em 1908 com a tese Über die Krümmungseigenschaften der Brennflächen eines geradlinigen Strahlsystems und der in ihm enthaltenen Regelflächen (On the properties of curvature on the internal surfaces of rectilinear systems, and surfaces contained thererin).
Foi palestrante do Congresso Internacional de Matemáticos em Bolonha (1928) e Zurique (1932).

## Publicações selecionadas
- Berwald, L. "Untersuchung der Krümmung allgemeiner metrischer Räume auf Grund des in ihnen herrschenden Parallelismus," Mathematische Zeitschrift, 25 (1) (1926), pp. 40–73.
- "Über eine charakteristische Eigenschaft der allgemeinen Räume konstanter Krümmung mit geradlinigen Extremalen," Monatshefte für Mathematik und Physik, 36 (1929), pp. 315–30.
- Berwald, L. "On the Projective Geometry of Paths." Annals of Mathematics Second Series 37.4 (1936): 879–98. doi:10.2307/1968625